# Glochidion insectum
Glochidion insectum är en emblikaväxtart som beskrevs av Airy Shaw. Glochidion insectum ingår i släktet Glochidion och familjen emblikaväxter. Inga underarter finns listade i Catalogue of Life.